# Кремер, Бруно
Бруно́ Жан Мари́ Креме́р (фр. Bruno Jean Marie Cremer; 6 октября 1929 — 7 августа 2010) — французский актёр.

## Биография
Родился 6 октября 1929 года в Сен-Манде, во Франции. Кремер решил выбрать профессию актёра в 12-летнем возрасте. Сразу после окончания школы он отправился покорять Париж; там Бруно надеялся осуществить свою заветную мечту — стать актёром. Он всегда был уверен, что преуспеет именно на этом поприще; мать поддерживала стремление сына. Бруно Кремер окончил Высшую национальную консерваторию драматического искусства в Париже, долгое время работал в театре. Актёр сыграл в более чем 120 фильмах, работал с Франсуа Озоном, Лукино Висконти, Клодом Лелушем и другими известнейшими режиссёрами. Славу ему принесли театральные постановки — «Перикл» Шекспира, «Идеальный муж» Оскара Уайльда и две пьесы Жана Ануя — «Бедняга Бито, или Ужин голов» и  «Беккет, или Честь Божья».
Впервые актёр снялся в кино в фильме «Длинные зубы» в 1952 году. В 1957 году Кремер снялся в картине «Пошлите женщину туда, где не справится дьявол» (англ. Send a Woman When the Devil Fails; также известна под названиями When a Woman Meddles и When the Woman Gets Confused) c участием Алена Делона. Среди наиболее удачных сценических ролей Кремера следует отметить роль Томаса Беккетта в показанной в 1959 году мировой премьере постановки «Беккетт» Жана Ануя.
Среди лучших ролей Кремера числятся фильмы «Похищение в Париже», «Частный детектив», «Горит ли Париж?» и «Под песком».
В 1984 году Бруно женился; у него и его супруги Шанталь было две дочери. Предшествовавший брак подарил Кремеру ещё одного ребёнка — сына Стефана; известно, что Стефан стал писателем.
Наибольшую известность Кремеру принесла роль полицейского комиссара Мегрэ, героя многочисленных романов Жоржа Сименона. Французское телевидение показывало фильмы о расследованиях Мегрэ с 1991 по 2005 годы. В общей сложности Кремер снялся в 54 сериях. Сериал считается самой удачной экранизацией романов Жоржа Сименона.
В итальянской телеэпопее «Спрут» Брюно Кремер исполнил роль мафиозо Антонио Эспинозы в 4-м, 5-м и 6-м сериалах.
В 1967 году получил премию «Золотой Буайярд» за фильм «Посторонний».
В 2000 году Кремер опубликовал автобиографический труд Un certain jeune homme (Некий молодой человек).
Скончался от рака 7 августа 2010 года в возрасте 80 лет, последние годы жизни он болел раком языка. Президент Франции Николя Саркози назвал актёра «наиболее заметной и яркой фигурой французского кино», премьер-министр Франсуа Фийон напомнил, что Кремер, обладавший «многочисленными талантами», во время работы был крайне требователен к самому себе. Министр культуры Фредерик Миттеран сказал, что страна «потеряла великого актёра». Похоронен на кладбище Монпарнас.

## Фильмография
- «Длинные зубы» (1952)
- «Когда вмешивается женщина» («Quand la femme s’en mele») (1957)
- «317-й взвод» — адъютант Виллдорф (1965)
- «Сказочные приключения Марко Поло» («Le Meravigliose Avventure di Marco Polo») (1965)
- «Цель: 500 миллионов» (1966) — Капитан Жан Рейшо
- «Горит ли Париж?» (1966) — Полковник Роль-Танги
- «Одним человеком больше» / «Ударные войска» («Un homme trop») / «Shock Troops» / «Un homme de trop») (1967); Франция — Италия, режиссёр: Коста-Гаврас
- «Посторонний» (1967) — Приест
- «Если бы я был шпионом» («Si j’etais un espion») (1967); режиссёр: Бертран Блие
- «Изнасилование» / «Нарушение» («Le Viol») (1968) Франция — Швеция, режиссёр: Жак Дониоль-Валькроз
- «Банда Бонно» («La bande a Bonnot») (1968) Франция — Италия, режиссёр: Филипп Фурастье
- «Голубые „Голуазы“» («Les gauloises bleues»); режиссёр: Мишель Курно (1968)
- «Убийца любит конфеты» («Le tueur aime les bonbons») (1968)
- «Банда Бонно» (1969) — Жюль Бонно
- «Остановись в падении» («Cran d’arret») (1969) Франция — Италия, режиссёр: Ив Буассе
- «Прощай, Барбара» («Bye bye, Barbara»); режиссёр: Мишель Девиль (1969)
- «Время умирать» («Le temps de mourir»); режиссёр: Андре Фарваги (1969)
- «Для улыбки» («Pour un sourire»); режиссёр: Франсуа Дюпон (1970) — Миди
- «Бириби» («Biribi»); Франция — Тунис, режиссёр: Даниель Мусманн (1971)
- «Похищение в Париже» (1972) — Бордье
- «Без подведения итога» («Sans sommation»); Франция — Германия — Италия, режиссёр: Бруно Гантильон (1973)
- «Любовник Большой Медведицы» («L’amante dell’Orsa Maggiore»); Италия — Франция — Германия, режиссёр: Валентино Орсини (1973), по одноименной книге.
- «Защитник» («Le Protecteur»); Франция — Испания, режиссёр: Роже Анен (1974)
- «Подозреваемые» («The Suspects»); Франция — Италия, режиссёр: Мишель Винь (1974)
- «Плоть орхидеи» («La chair de l’orchidee»); Франция — Италия — Германия, режиссёр: Патрис Шеро (1975)
- «Добрые и злые» («Les bons et les mechants»); режиссёр: Клод Лелуш (1975)
- «Специальное отделение» («Section speciale»); Франция — Италия — Германия, режиссёр: Коста-Гаврас (1975)
- «Охотник» («L’alpaguer», в советском прокате — «Частный детектив») (1976) — Ястреб
- «Колдун» /Sorcerer (1977)
- «У каждого свой шанс» / Une histoire simple (1978) — Жорж
- «Порядок и безопасность в мире» («L’ordre et la securite du monde», в советском прокате — «Гибель мадам Леман»); режиссёр: Клод Д’Анна (1978)
- «Стирают Все!» («On Efface Tout!»); режиссёр: Паскаль Видаль (1978)
- «Спасите „Конкорд“!» («Concorde Affaire ‘79»)(1979)
- «Этот человек» («Cet homme-la»); ТВ, режиссёр: Жерар Пуату-Вебер
- «Восточный экспресс» / серия «Элен» («Orient — express» / «Helene»); ТВ, Франция — Италия, режиссёр: Марсель Муси (1979)
- «Даже у девушек бывает смутная совесть» («Meme les momes ont du vague a l’ame»); режиссёр: Жан-Луи Даниель (1979)
- «Легион высаживается в Колвези» / La légion saute sur Kolwezi (1979) — Пьер Дельбар
- «Черная мантия для убийцы» («Robe noir pour un tueur, Une»); режиссёр: Хосе Джованни (1980)
- «Страница любви» («Une page d’amour»); TВ, режиссёр: Элиа Шураки (1980)
- «Антрацит» («Anthracite»); pежиссер: Эдуар Ниэрманс (1980)
- «Облава» («La traque»); ТВ, режиссёр: Филипп Лефевр (1980)
- «Шпион, встань» (« Espion leve-toi») ; Франция — Швейцария, режиссёр: Ив Буассе (1981)
- «Эмми» («Aimee»); режиссёр: Жоэль Фаргес (1981)
- «Блоха и привратник» («La puce et le prive»); режиссёр: Роже Кай (1981)
- «Жозефа» / Josepha (1982)
- «Взлом» («Effraction»); pежиссер: Даниэль Дюваль (1982)
- «Жозефа» («Josepha»); pежиссер: Кристофер Франк (1982)
- «Это было прекрасное лето» («Ce fut un bel ete»); ТВ, режиссёр: Жан Шапо (1982)
- «Зимнее происшествие» («Fait d’hiver»); TВ, режиссёр: Жан Шапо (1982)
- «Жестокая игра» («Un Jeu Brutal»); pежиссер: Жан-Клод Бриссо (1983)
- «Маркиз де Сад» («Le marquis de Sade») (1983)
- «Цена риска» / Le Prix du danger (1983)
- «Матрос 512[фр.]» / Le Matelot 512 (1984), реж. Рене Альо) — Командир
- «Фанни Пелопайя» («Fanny Pelopaja»); Испания — Франция, режиссёр: Висенте Аранда (1984)
- «Книга Мари» («Le livre de Marie»); к/м , Франция — Швейцария, pежиссер: Анн-Мари Миевиль (1984)
- «Перебежчик» («Le Transfuge»); Бельгия — Франция — Германия, pежиссер: Филипп Лефевр (1985)
- «Белая тайна» («L’enigme blanche»); ТВ, режиссёр: Петер Кассовиц (1985)
- «Взгляд в зеркале» («Le regard dans le miroir»); ТВ, режиссёр: Жан Шапо (1985)
- «Дерборанс» («Derborence»); Швейцария — Франция, режиссёр: Франсис Рессер (1985)
- «Вечернее платье» (1986) — Любовник
- «Остров» («L’Ile»); TВ, Франция — Финляндия, режиссёр: Франсуа Летерье (1986)
- «Двуличный» («Falsch»); Франция — Бельгия, режиссёры: Жан-Пьер и Люк Дарденне (1986)
- «До свидания, я тебя люблю» («Adieu, Je T’aime»); pежиссер: Клод Бернар (1987) — Обер
- «Шум и Ярость» («De Bruit et de Fureur»); pежиссер: Жан-Клод Бриссо (1988)
- «Спрут 4» («La piovra 4»); ТВ, Италия, режиссёр: Луиджи Перелли (1988) — Антонио Эспиноза
- «Mедицина для людей» / серия «Биафра: Рождение» («Medecins des hommes» / «Biafra: La naissance»); ТВ, режиссёр: Лорен Хейнеманн (1988)
- «Холодный пот» / серия «Взгляд в ночи» («Sueurs froides» / «Les yeux de la nuit»); ТВ, режиссёр: Этьен Браш (1988)
- «Белая свадьба» (1989) — Франсуа Айно, режиссёр: Жан-Клод Бриссо
- «Священный союз» («L’union sacree»); режиссёр: Александр Аркадии (1989)
- «Досье инспектора Лавардена» / серия «Дьявол в городе» («Les dossiers de l’inspecteur Lavardin» / («Le diable en ville»); TВ, Франция — Италия — Бельгия — Швейцария, режиссёр: Кристиан Де Шалонж (1989)
- «Taнго-бар» («Tango bar»); ТВ, режиссёр: Филипп Сетбон (1989)
- «Лето революции» («L’ete de la revolution»); ТВ, режиссёр: Ласар Иглесис (1989)
- «В шёлке» («Ceux de la soie»); ТВ, режиссёр: Лорен Хейнеманн (1989)
- «Cyматоха» ("Tumultes); Франция — Бельгия, режиссёр: Бертран Ван Эффентерре (1989)
- «Акт боли» («Atto Di Dolore»); Италия, режиссёр: Паскуале Скуитьери (1990)
- «Деньги» ("Money); Канада — Франция — Италия — Нидерланды, pежиссер: Стивен Хиллиард Стерн (1990)
- «Переживший кому» («Coma depasse»); ТВ, режиссёр: Роже Пиго (1990)
- «Спрут 5: Корень проблемы» ("La piovra 5 - Il cuore del problema; ТВ, Италия, pежиссер: Луиджи Перелли (1990) — Антонио Эспиноза
- «Мегрэ» (1991—2005) — Комиссар Мегрэ
- «Мегрэ и дылда» («Maigret et la grande perche»); TВ, режиссёр: Клод Горетта (1991)
- «Мегрэ и ночные радости» («Maigret et les plaisirs de la nuit»); TВ, режиссёр: Хосе Пинейро (1992)
- «Mегрэ и дом судьи» («Maigret et la maison du juge»); ТВ, режиссёр: Бертран Ван Эффентерре (1992)
- «Mегрэ у фламандцев» («Maigret chez les flamands»); ТВ, режиссёр: Серж Леруа (1992)
- «Рай для вампиров» («Un vampire au paradis»); режиссёр: Абделькерим Балуль (1992)
- «Mегрэ и ночь на перекрёстке» ("Maigret et la nuit du carrefour; ТВ, режиссёры: Ален Тасма и Бертран Ван Эффентерре (1992)
- «Спрут 6: Последний секрет» («La piovra 6 - L’ultimo segreto»); TВ, Италия, режиссёр: Луиджи Перелли (1992) — Антонио Эспиноза
- «Ночное такси» (« Taxi de Nuit»); pежиссёр: Серж Леруа (1993)
- «Mегрэ и простофили из „Маджестика“» («Maigret et les caves du Majestic»); ТВ, режиссёр: Клод Горетта (1993)
- «Mегрэ и строптивые свидетели» («Maigret et les temoins recalcitrants»); TВ, режиссёр: Мишель Сибра (1993)
- «Mегрэ и человек на скамейке» («Maigret et l’homme du banc»); ТВ, режиссёр: Этьен Перье (1993)
- «Mегрэ защищается» («Maigret se defend»); ТВ, режиссёр: Анджей Костенко (1993)
- «Tерпение Мегрэ» («La patience de Maigret»); ТВ, режиссёр: Анджей Костенко (1994)
- «Мегрэ и призрак» («Maigret et le fantome»); ТВ, Франция — Швейцария — Бельгия — Финляндия, режиссёр: Ханну Кахакорпи (1994)
- «Mегрэ и шлюз № 1» («Maigret et l’ecluse no. 1»); ТВ, режиссёр: Оливье Шацкий (1994)
- «Mегрэ обманывает себя» («Maigret se trompe»); ТВ, режиссёр: Джойс Бунюэль (1994)
- «Mегрэ: Сесиль мертва» («Maigret: Cecile est morte»); ТВ, режиссёр: Дени де Ла Пательер (1994)
- «Mегрэ и старая дама» («Maigret et la vieille dame»); ТВ, режиссёр: Давид Дельрие (1994)
- «Мегрэ и пламя свечи на ветру» («Maigret et la vente a la bougie»); ТВ, pежиссёр: Пьер Гранье-Дефер (1995)
- «Mегрэ в отпуске» («Les vacances de Maigret»); ТВ, режиссёр: Пьер Жоассен (1995)
- «Mегрэ и дело Сен-Фиакра» («Maigret et l’affaire Saint-Fiacre»); ТВ, режиссёр: Дени де Ла Пательер (1995)
- «Мегрэ и порт туманов» («Maigret et le port des brumes»); ТВ, Франция — Швейцария — Бельгия — Ирландия, режиссёр: Шарль * * Немес(1996)
- «Mегрэ в Финляндии» («Maigret en Finlande»); ТВ, Франция — Бельгия — Швейцария — Финляндия, режиссёр: Пекка Парика (1996)
- «Mегрэ в страхе» («Maigret a peur»); ТВ, Франция — Бельгия — Швейцария, режиссёры: Клод Горетта и Кристиан Каршер (1996)
- «Mегрэ и голова человека» («Maigret et la tete d’un homme»); ТВ, Франция — Бельгия — Швейцария — Чехия, режиссёр: Джурай Херц
- «Mегрэ расставляет сети» («Maigret tend un piege»); ТВ, режиссёр: Юрай Херц (1996)
- «Мегрэ и тело без головы» («Maigret et le corps sans tete»); ТВ, Франция — Швейцария — Бельгия, режиссёр: Серж Леруа (1997)
- «Mегрэ и „Либерти Бар“» («Maigret et le Liberty Bar»); ТВ, режиссёр: Мишель Фавар (1997)
- «Мегрэ и невероятный господин Оуэн» («Maigret et l’improbable monsieur Owen»); ТВ, Франция — Бельгия — Швейцария, режиссёр: Пьер Коральник (1997)
- «Mегрэ и мальчик из церковного хора» («Maigret et l’enfant de choeur»); TВ, режиссёр: Пьер Гранье-Дефер (1997)
- «Мегрэ и инспектор Кадавр» («Maigret et l’inspecteur Cadavre»); ТВ, pежиссер: Пьер Жоассен (1998
- «Мадам Катр и её дети» («Madame Quatre et ses enfants»); ТВ, Франция — Бельгия — Швейцария, режиссёр: Филипп Беренжер (1999)
- "Убийство в первом классе («Un meurtre de premiere classe»); TВ, Франция — Швейцария — Бельгия, режиссёр: Кристиан Де Шалонж (1999)
- «Убийство в огороде» («Meurtre dans un jardin potager»); ТВ, режиссёр: Эдвин Бэйли (1999)
- «Под песком» (2000) — Жан Дрийон
- «Мой отец, спасший мне жизнь» Хосе Джованни (2001) — Джо
- «Мегрэ и пожиратель бриллиантов» («Maigret et la croqueuse de diamants»); ТВ, режиссёр: Андре Шанделе (2001)
- «Mой друг Мегрэ» («Mon ami Maigret»); ТВ, режиссёр: Бруно Гантильон (2001)
- «Mегрэ у министра» («Maigret chez le ministre»); ТВ, режиссёр: Кристиан Де Шалонж (2001)
- «Mегрэ и открытое окно» («Maigret et la fenetre ouverte»); ТВ, режиссёр: Пьер Гранье-Дефер (2001)
- «Мегрэ и продавец вина» («Maigret et le marchand de vin»); ТВ, pежиссёр: Кристиан Де Шалонж (2002)
- «Mегрэ у министра» («Maigret chez le ministre»); ТВ, режиссёр: Кристиан Де Шалонж (2002)
- «Мегрэ и безумная из Святой Клотильды» («Maigret et le fou de Sainte Clotilde»); ТВ, Франция — Бельгия — Люксембург — Швейцария, pежиссер: Клаудио Тонетти (2002)
- «Mегрэ и дом Фелиции» («Maigret et la maison de Felicie»); ТВ, pежиссёр: Кристиан Де Шалонж (2002)
- «Mегрэ учится» («Maigret a l’ecole»); ТВ, режиссёр: Ив Де Шал (2002)
- «Там, высоко за облаками живёт король» (2003) — Полковник
- «Mегрэ и принцесса» («Maigret et la princesse»); ТВ, Бельгия — Франция, режиссёр: Лорен Хейнеманн (2003)
- «Hеудача Мегрэ» («Un echec de Maigret»); ТВ, режиссёр: Жак Фанстен (2003)
- «Знак Пикпюс» («Signe Picpus»); ТВ, режиссёр: Жак Фанстен (2003)
- «Друг детства Мегрэ» («L’ami d’enfance de Maigret»); ТВ, режиссёр: Лорен Хейнеманн (2003)
- «Сомнения Мегрэ» («Les scrupules de Maigret»); ТВ, режиссёр: Пьер Жоассен (2004)
- «Mегрэ у доктора» («Maigret chez le docteur»); ТВ, Бельгия — Франция, pежиссер: Клаудио Тонетти (2004)
- «Мегрэ: Поросята без хвостов» («Maigret: Les petits cochons sans queue»); ТВ, pежиссер: Шарль Немес (2004)
- «Мегрэ и китайская тень» («Maigret et l’ombre chinoise»); TВ, pежиссер: Шарль Немес (2004)
- «Мегрэ и бродяга» («Maigret et le clochard»); TВ, pежиссер: Лорен Хейнеманн (2004)